# Аглая (журнал)
Агла́я — ежемесячный журнал эпохи сентиментализма, издававшийся в Москве князем П. И. Шаликовым (при участии Б. К. Бланка и М. Н. Макарова) в 1808—1810 и в первой половине 1812 года (в 1811 году выпуск был временно прекращён в связи с отъездом Шаликова из Москвы).
Название журнала подчёркивало его преемственность с одноимённым альманахом Н. М. Карамзина, издававшимся в Москве в середине 1790-х годов. Девизом издания стала фраза «Приятность с пользой».
Журнал являлся одним из самых заметных изданий сентименталистов. Среди его авторов были значительные фигуры этого направления: Н. М. Карамзин, Ф. Н. Глинка, А. Ф. Мерзляков, И. И. Лажечников, а также «карамзинист» В. Л. Пушкин, однако основу составляли произведения самого Шаликова и Б. К. Бланка. Фактически журнал имел развлекательный характер (был предназначен для отдыха «в тишине сельской, после трудов по хозяйству» и от «городского шума, при успокоении от забот светских») и был ориентирован на женскую аудиторию: наряду с литературными произведениями (как правило, беллетристикой) в нём публиковались, например, статьи о моде. Кроме того, журнал внёс большой вклад в пропаганду в России камерно-вокальной музыки: в каждом его номере были помещены ноты современных романсов и песен (в основном, композиторов-любителей).
Выпуск журнал был прекращён в связи с началом Отечественной войны 1812 года.